# Edward S. Curtis
Edward Sheriff Curtis (16. února 1868 Whitewater – 19. října 1952 Los Angeles) byl americký antropolog a fotograf Divokého západu a původních obyvatel Severní Ameriky.

## Životopis
V roce 1874 se spolu s rodiči, sestrou a dvěma bratry přestěhoval do státu Minnesota.
Svůj první fotoaparát si ještě jako malý chlapec sestrojil podle tehdy populárního manuálu Wilson‘s Photographics sám. Když jeho otec onemocněl a starší bratr se oženil a odstěhoval se se svou rodinou do státu Oregon, cítil Edward větší zodpovědnost za to, aby zaopatřil rodinu. Na nějakou dobu vzal práci dozorčího pro železnice St. Paul and Sault St. Marie v Minneapolis. Na podzim roku 1887 Curtisův otec zemřel a on na sebe vzal veškerou zodpovědnost za zaopatření rodiny. Přestože byl jeho příjem malý, koupil si fotoaparát.
V roce 1892 se oženil s Clarou Philipsovou a následně s Thomasem Guptillem otevřel ateliér, kde se soustředil převážně na fotografování portrétů. Ateliér se stal velmi úspěšným, a tak se Curtis brzy stal samostatným majitelem a ateliér dostal jméno S. Curtis, Photographer and Photoengraver. V polovině 90. let 19. století se Curtis zaměřil na fotografování indiánů. V roce 1899 získal Curtis ocenění za tři z jeho fotografií indiánů: Evening on the Puget Sound, The Clam Digger a The Mussel Gatherer.

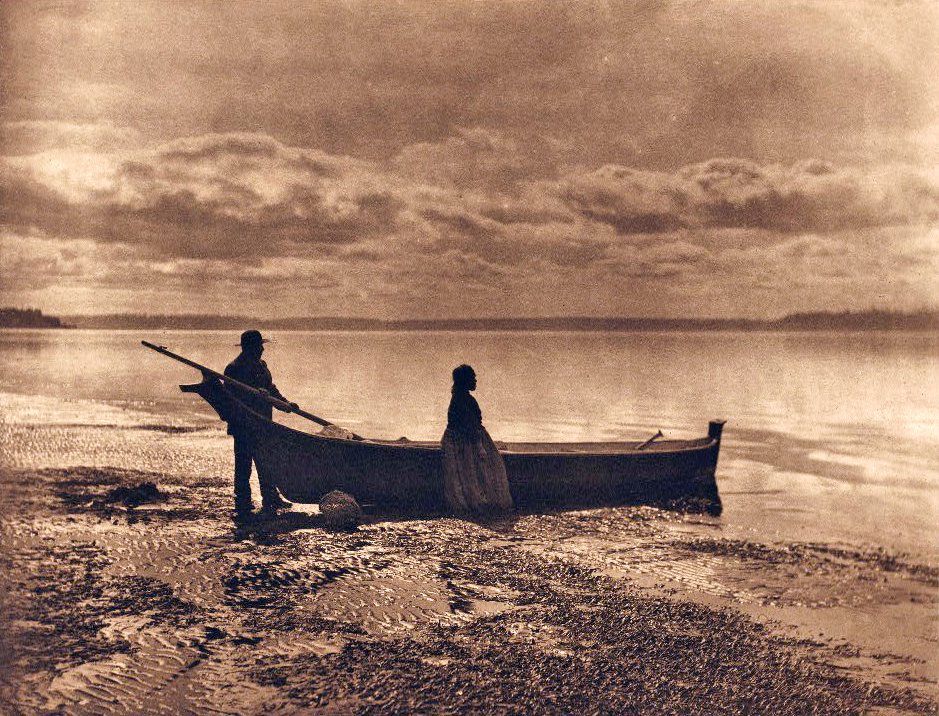
Edward S. Curtis: Evening on the Puget Sound

Curtis miloval pobyty v přírodě a strávil spoustu času chozením po horách. Během jedné ze svých expedic se setkal s významnými lidmi, kteří v budoucnu ovlivnili jeho život. Dr. C. Hart Merriam, přírodovědec a fyzik Dr. George Bird Grinnell, editor časopisu Field & Stream, známý přírodovědec a spisovatel zaměřený na psaní o indiánech Plání. Setkání s těmito lidmi mělo velký vliv na Curtisovu další tvorbu. V roce 1899 byl vybrán jako hlavní fotograf pro Harrimanovu expedici na Aljašku. V roce 1900 se Curtis zúčastnil černonožského obřadu Slunečního tance, což pro něj byl obrovský zážitek, který ještě více zvýšil jeho zájem o indiány a touhu pokračovat ve fotografické dokumentaci severoamerických indiánů. Pozdější výlet a pobyt u indiánů Hopi v Arizoně ještě zvýšil jeho nadšení a chuť do práce. Trávil více a více času na Pláních a s vědomím, že kultura těchto přírodních národů se časem úplně vytratí, se rozhodl vytvořit naučnou uměleckou sbírku fotografií, kde bude zachycen všední život, zvyky, tradice, slavnosti, obřady a prostředí, ve kterém indiánské kmeny žily.
V létě roku 1903 uspořádal první výstavu indiánských fotografií. Ve stejném roce přijal jako asistenta Adolpha Muhra, který původně pracoval s Frankem Rinehartem a portrétoval s ním náčelníky a členy delegací, kteří se v roce 1898 zúčastnili indiánského kongresu v Omaze v Nebrasce.
Curtis byl zapojen do mnoha projektů spojených s indiány, vyhrával různá ocenění a stával se více a více známějším. Jeho popularita stoupla až do té míry, že byl požádán Theodorem Rooseveltem o vyfotografování jeho rodiny. Díky této nabídce měl možnost ukázat Rooseveltovi některé fotografie indiánů, které na něj udělaly veliký dojem. Mezi prezidentem a Curtisem vzniklo přátelství, které přineslo Curtisovi velkou podporu při další práci.
V roce 1905 Curtis poprvé vystavoval v New Yorku. Poté se Curtis definitivně rozhodl publikovat kompletní sbírku ze života indiánů a začal shánět sponzory pro tento projekt. Již v roce 1906 získal grant od Johna Pierpont Morgana ve výši 15 000 dolarů ročně po dobu 5 let. Tedy 75 000 dolarů. Na oplátku chtěl Morgan získat 25 kompletních svazků, které později daroval různým institucím. V roce 1906 se jako jediný bílý muž vůbec směl účastnit obřadního Hadího tance kmene Hopi. O rok později strávil měsíc v Crow Reservation ve státě Montana. V roce 1908 cestoval do New Yorku, aby předal první dva svazky The North American Indian Johnu Pierpont Morganovi.

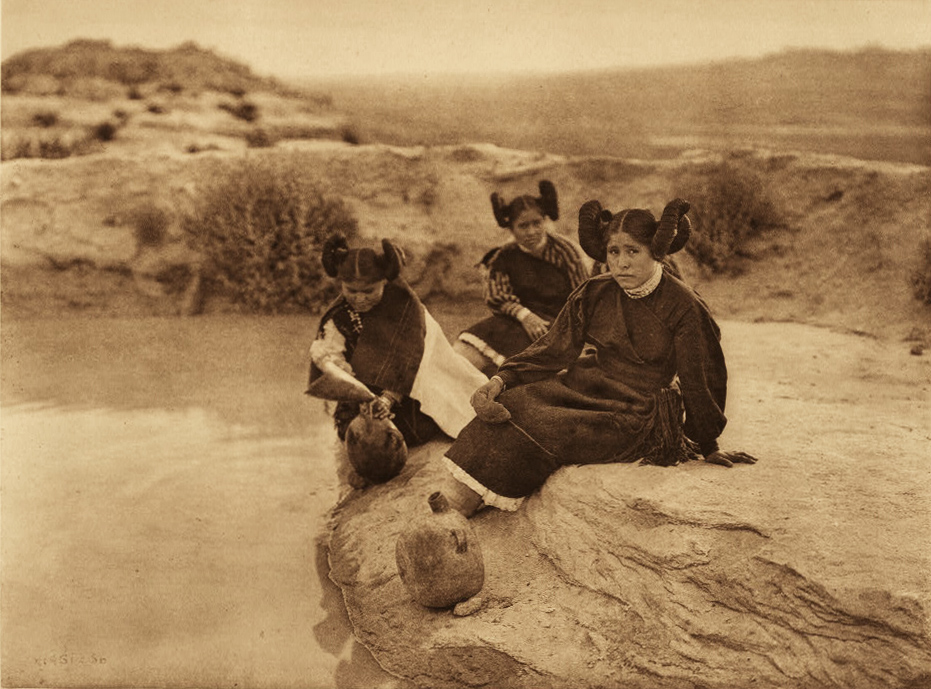
Edward S. Curtis: Evening in Hopi Land

V roce 1909 získal od Morgana, který byl prvními pěti publikacemi uchvácen, dalších 60 000 dolarů. Na podzim roku 1911 uspořádal Curtis velký obrazový muzikál. K této projekci použil ručně malované světelné obrazy, fotografie a živou hudbu. V prosinci roku 1914 proběhla v New Yorku premiéra Curtisova filmu In the Land of the Head-Hunters. Tento film byl finančním propadákem. V roce 1915 vyšel desátý svazek The North American Indian. V létě roku 1919 se Curtis vrátil do rezervace kmene Hopi. V roce 1922 vyšel po šestileté pauze dvanáctý svazek The North American Indian, který byl věnován právě kmeni Hopi. Do roku 1928 vydal dalších 6 svazků. V roce 1930 vydal poslední dva svazky.
Začal mít velké zdravotní potíže. Byl hospitalizován v nemocnici v Denveru. V roce 1932 se jeho stav stabilizoval a začal se zajímat o dění kolem zlaté horečky. V dalších letech se za podpory svých dětí věnoval sepisování svých vzpomínek. Tyto vzpomínky nebyly nikdy vydány. V dalších letech se věnoval psaní různých projektů. Jeho zdravotní stav se nadále zhoršoval.
V říjnu roku 1952 Edward Curtis zemřel na srdeční infarkt ve věku 84 let.

## Kontroverze
Edward S. Curtis se minimálně v jednom případě odhodlal své fotografie retušovat. Například snímek, kde Little Plume se svým synem Yellow Kidney zaujímají čestné postavení ve stanu, tedy prostor vzadu naproti vchodu, vyretušoval hodiny ležící mezi oběma muži.

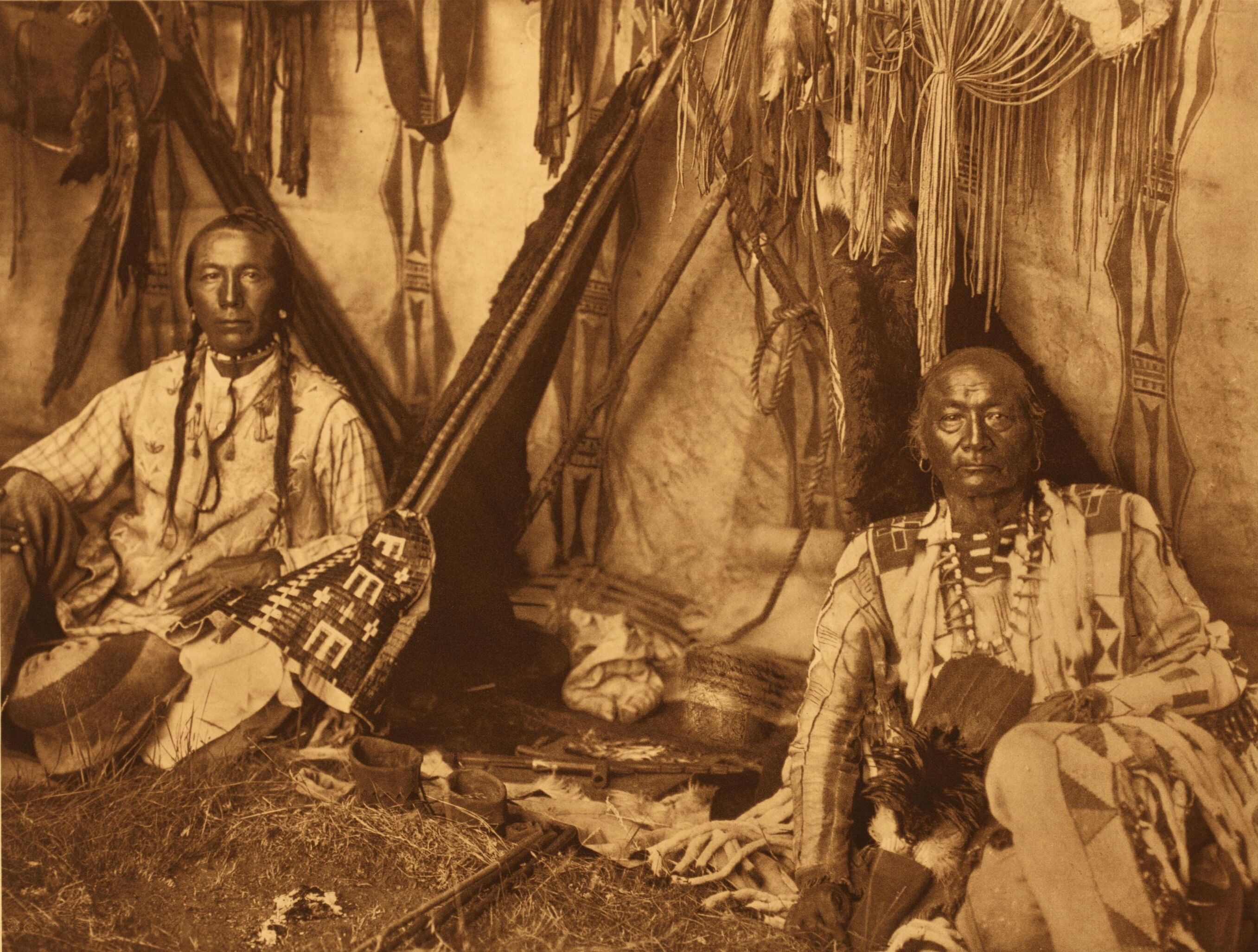
Little Plume se svým synem Yellow Kidney zaujímají čestné postavení, prostor vzadu naproti vchodu
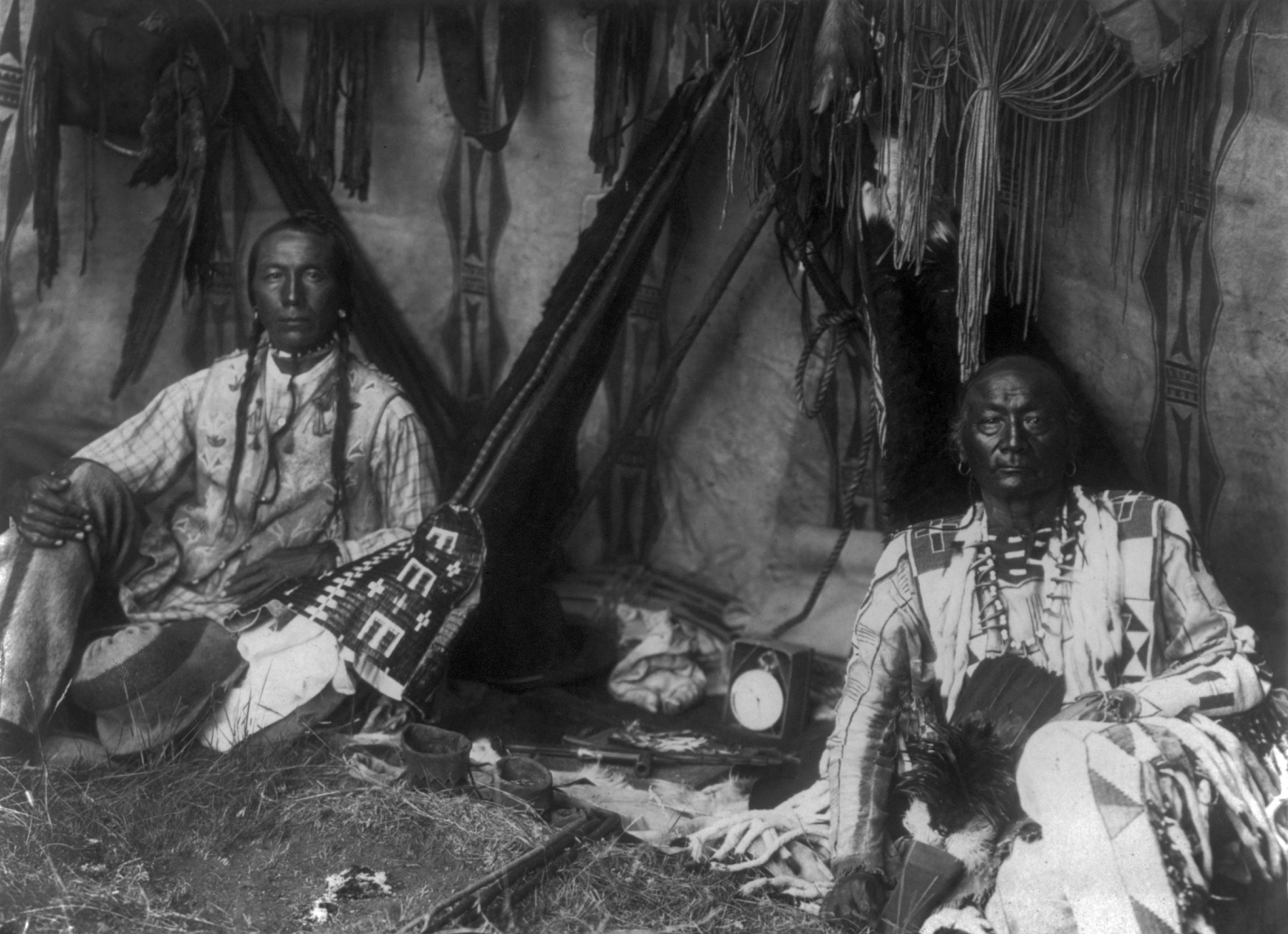
Neretušovaný originál vedlejšího obrázku. Všimněte si hodin mezi Little Plumem a jeho synem

## Galerie

Indiáni na fotografiích Edwarda Curtise
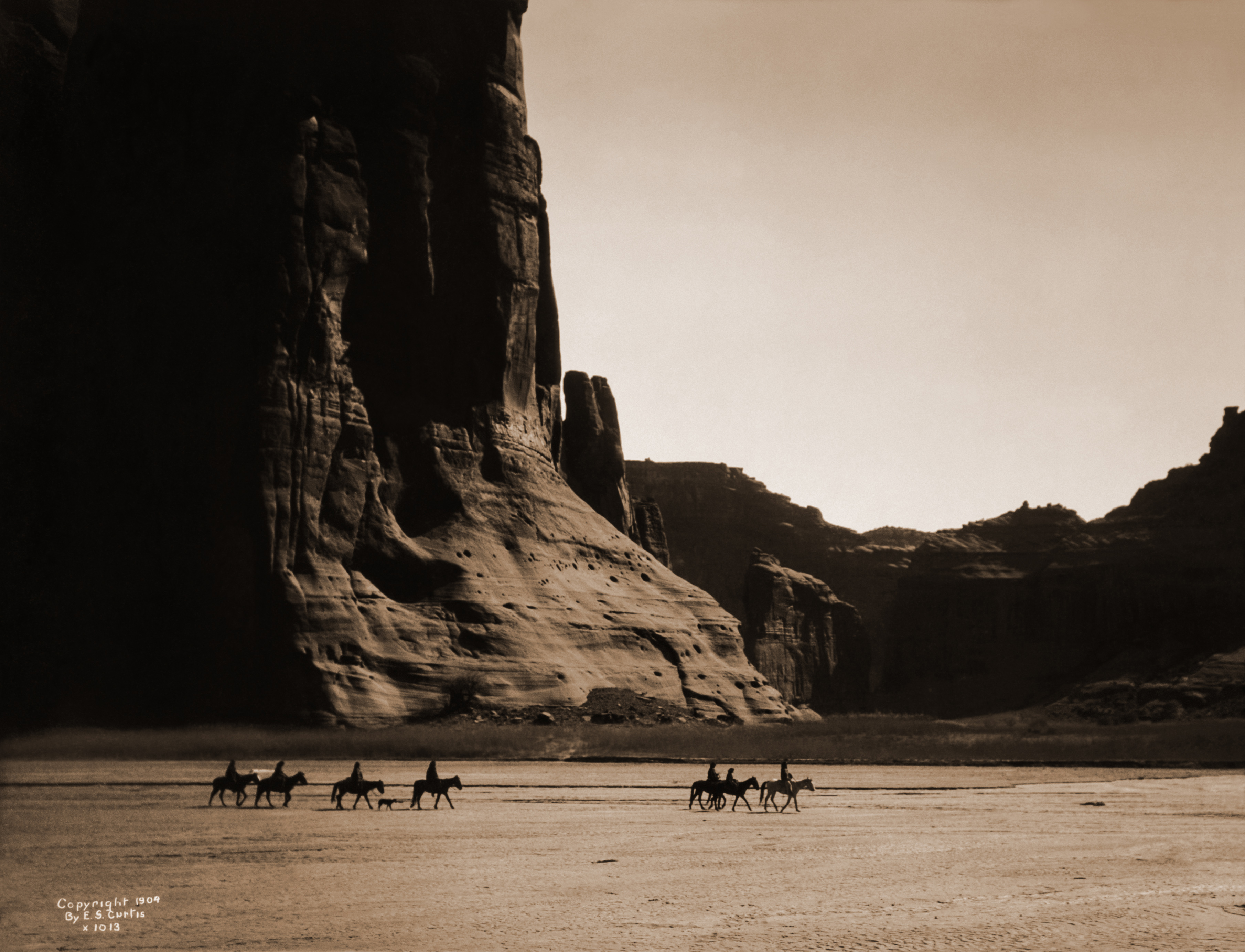
Canyon de Chelly – Navahové. Sedm jezdců na koních, 1904
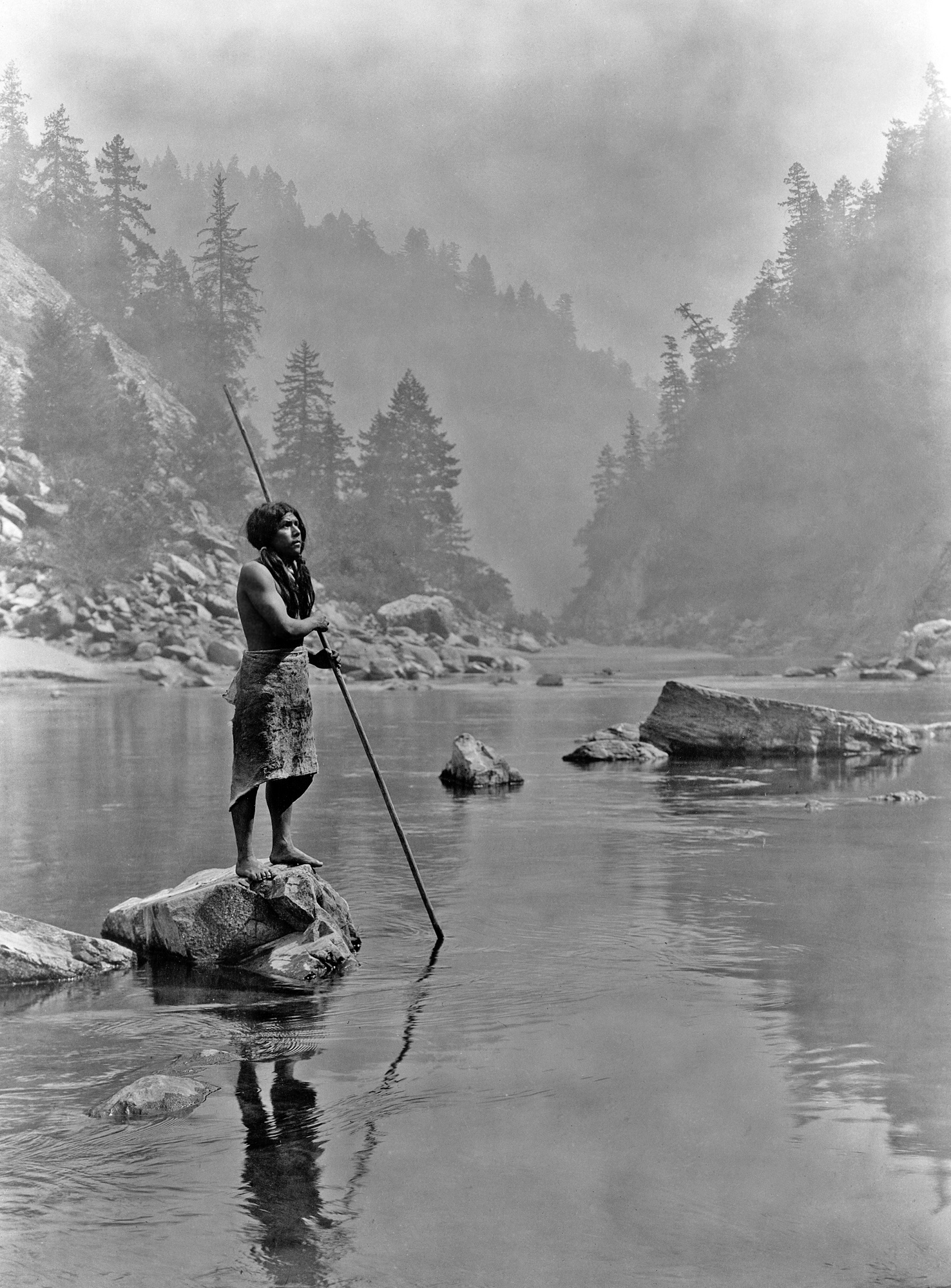
A smoky day at the Sugar Bowl Hupa, asi 1923
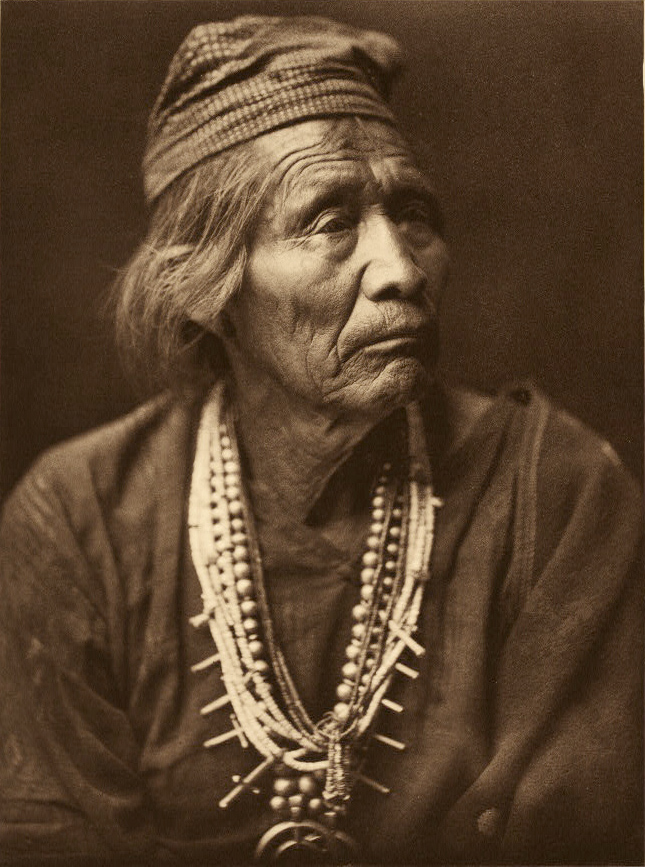
Indián kmene Navahů pojmenovaného podle Nesjaja Hatali, asi 1907
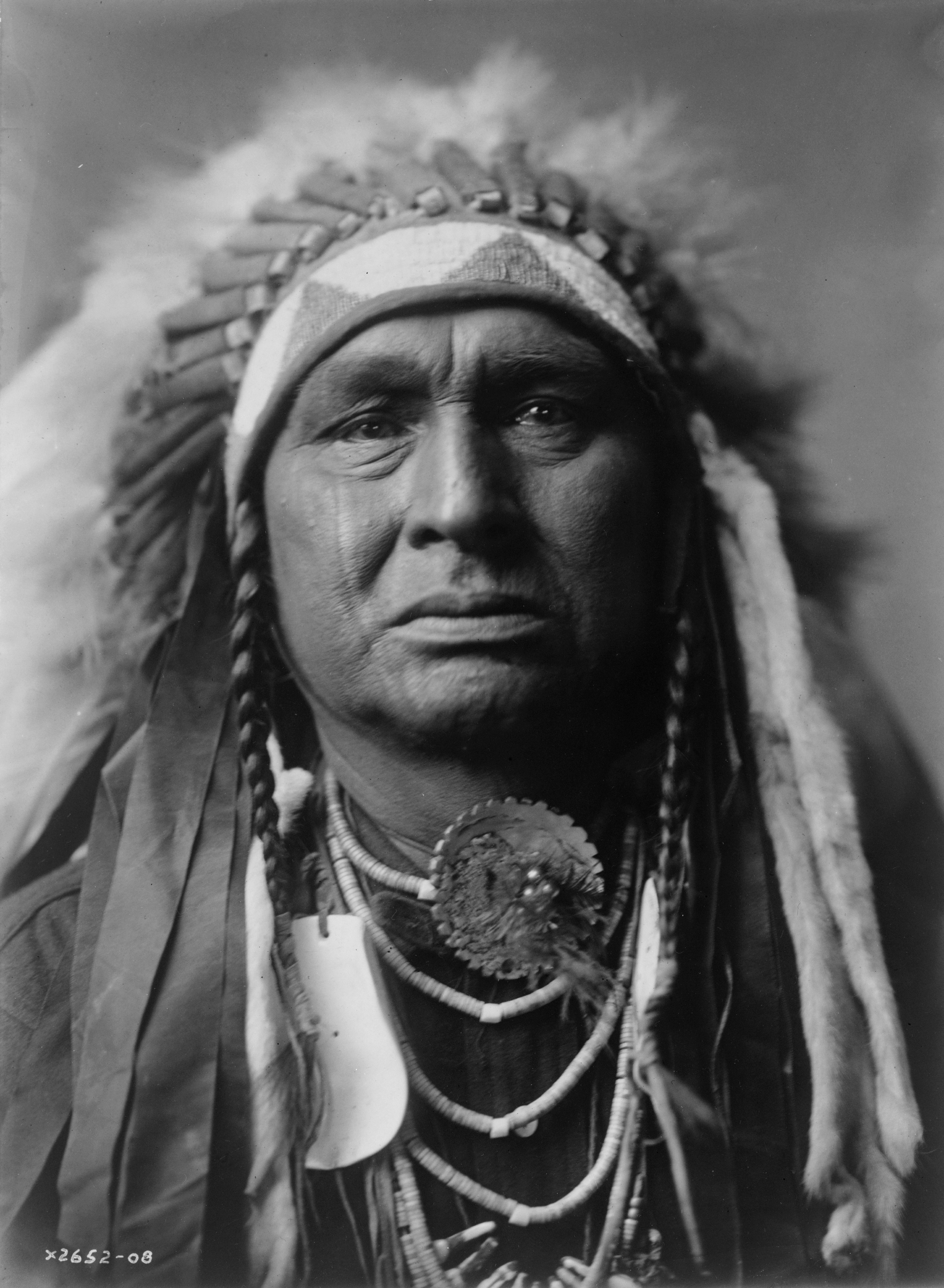
White Man Runs Him, asi 1908
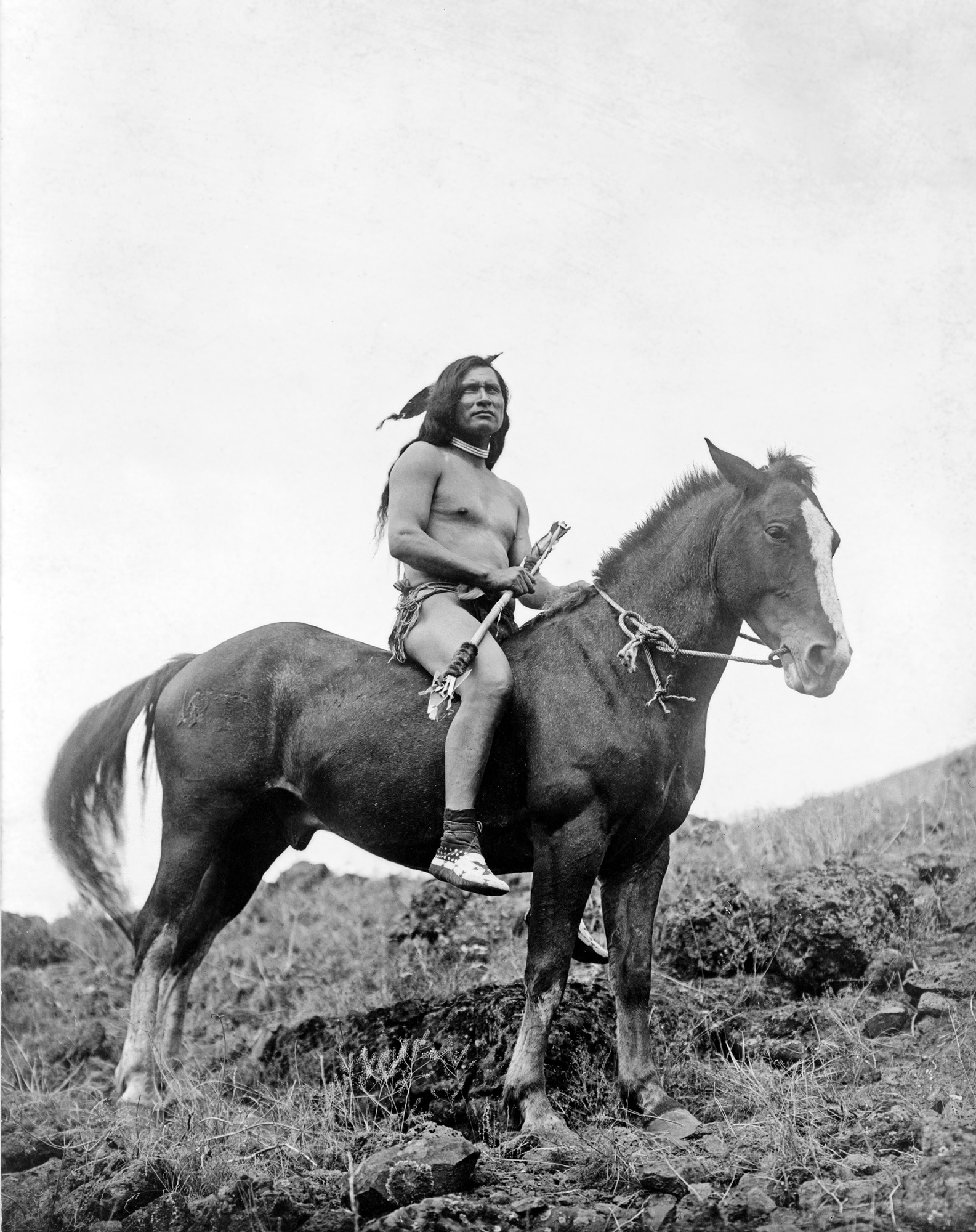
The old-time warrior Nez Percé, asi 1910
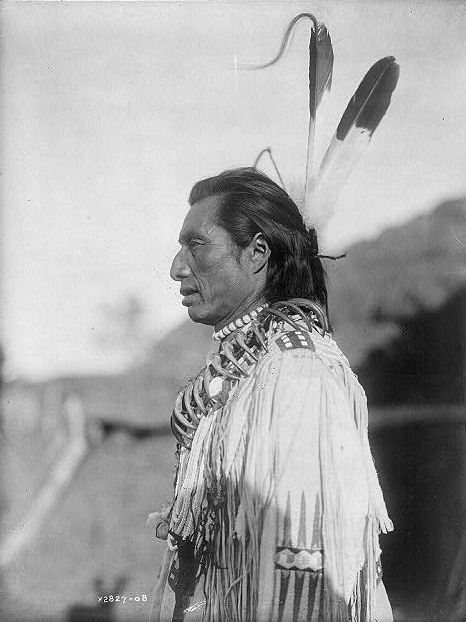
Crow's Heart, Mandan, asi 1908
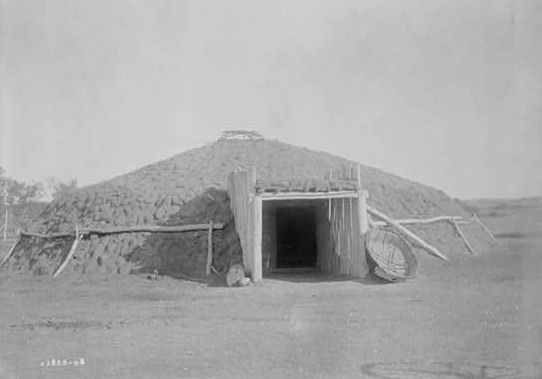
Mandan lodge, Severní Dakota, asi 1908
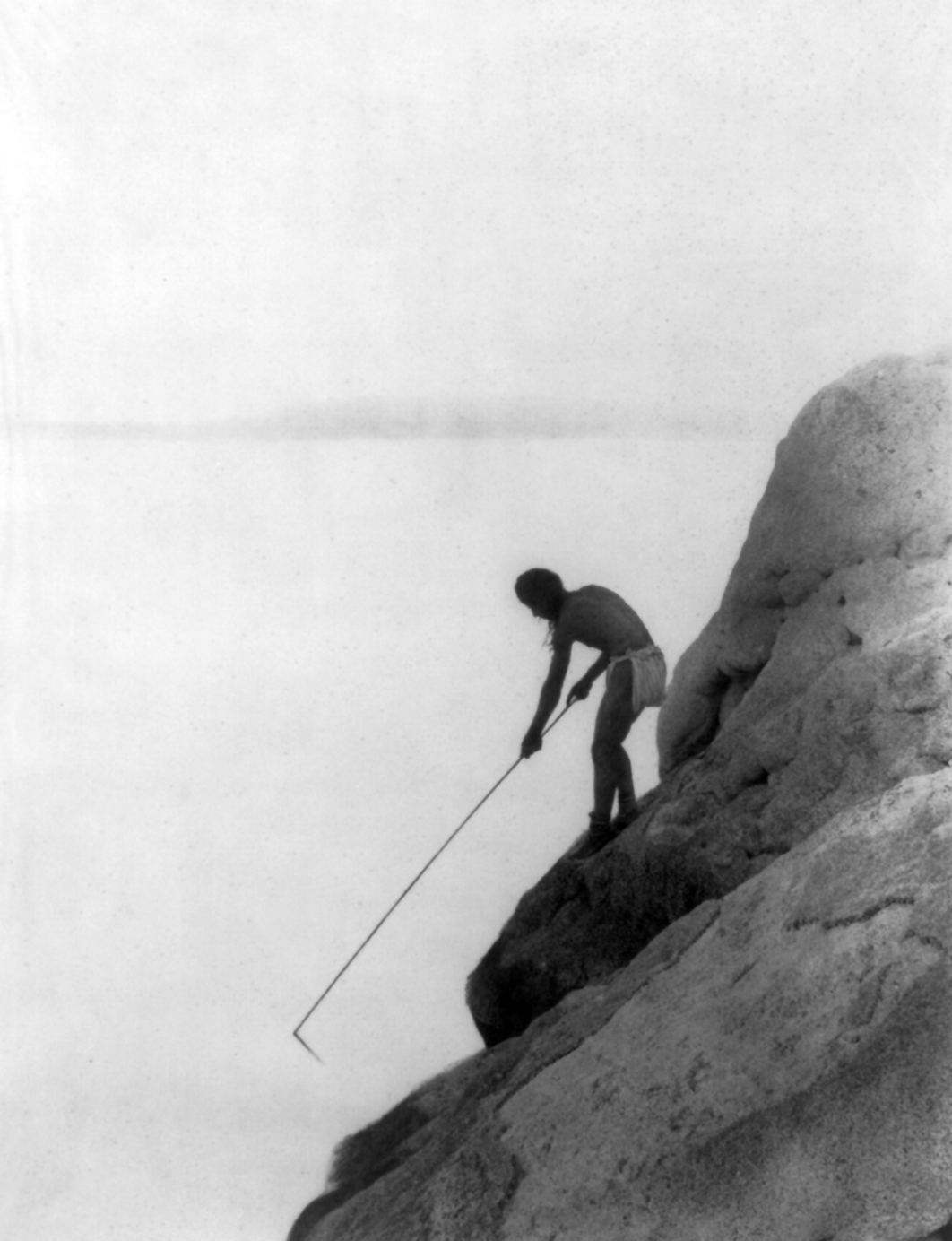
Fishing with a Gaff-hook Paviotso nebo Paiute, asi 1924
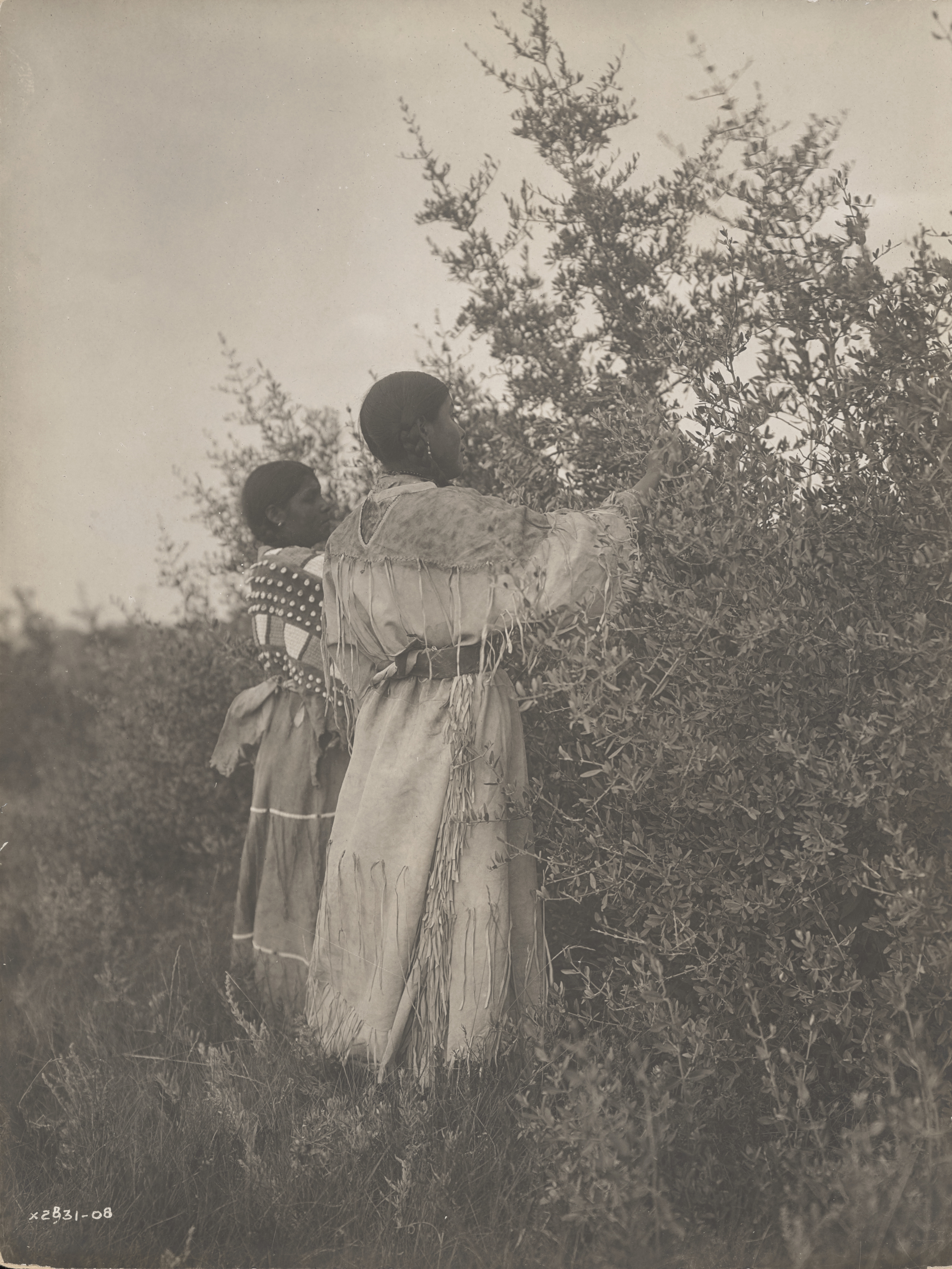
Dívky kmene Mandan trhají bobule, asi 1908
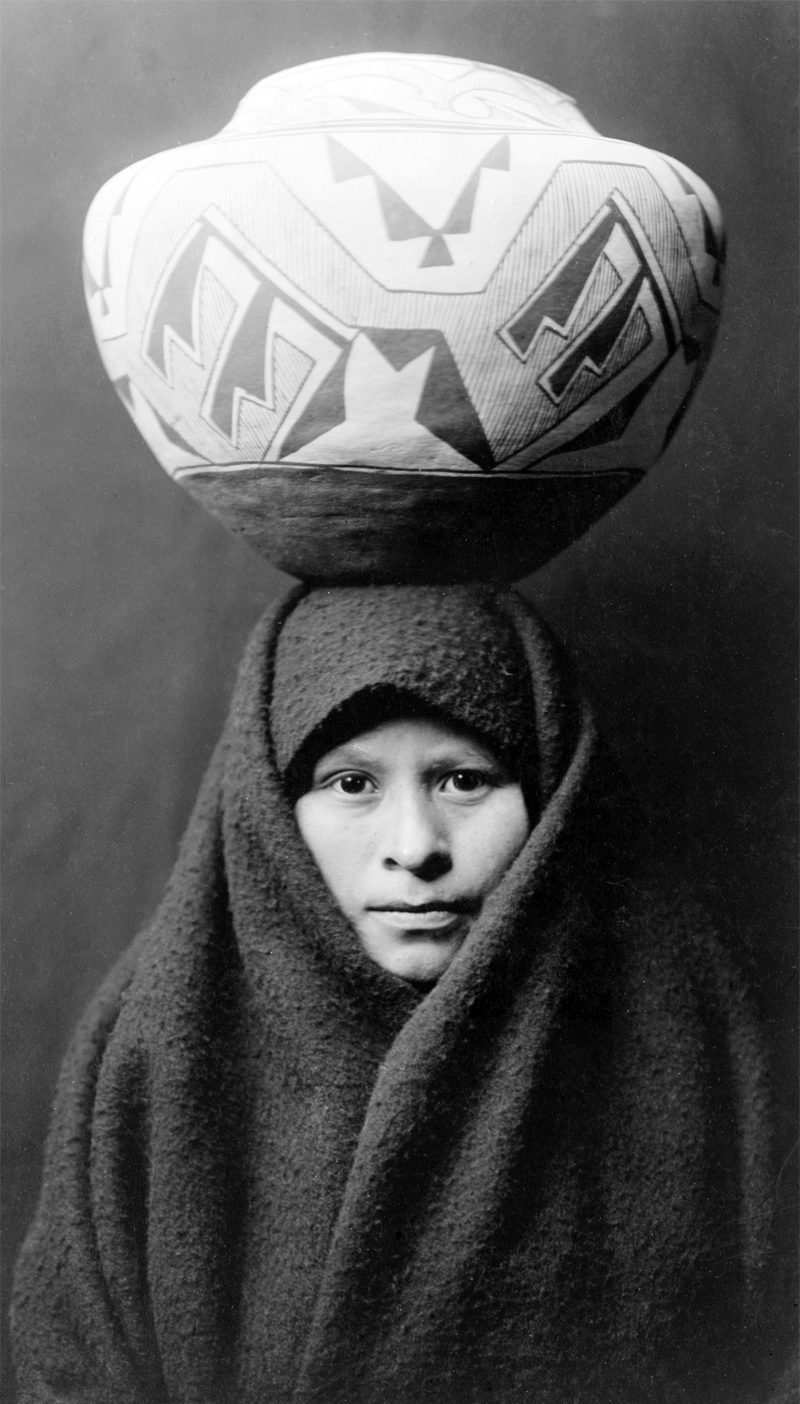
Zuni Girl with Jar, cca 1903. Poloviční portrét dívky kmene Zuni.
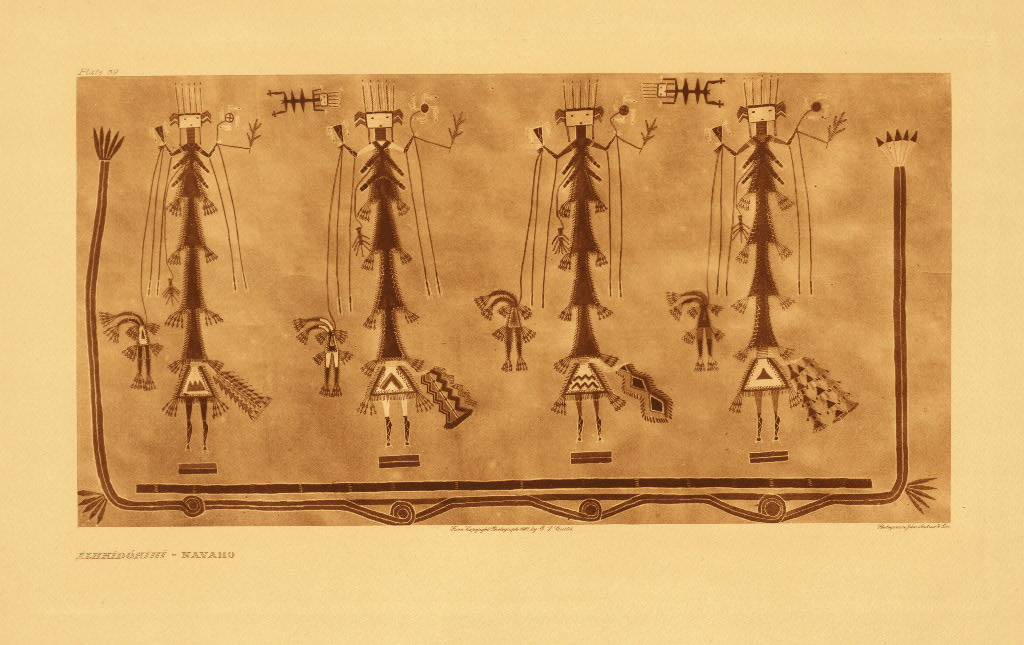
Lidé z kmene Navajo, asi 1907
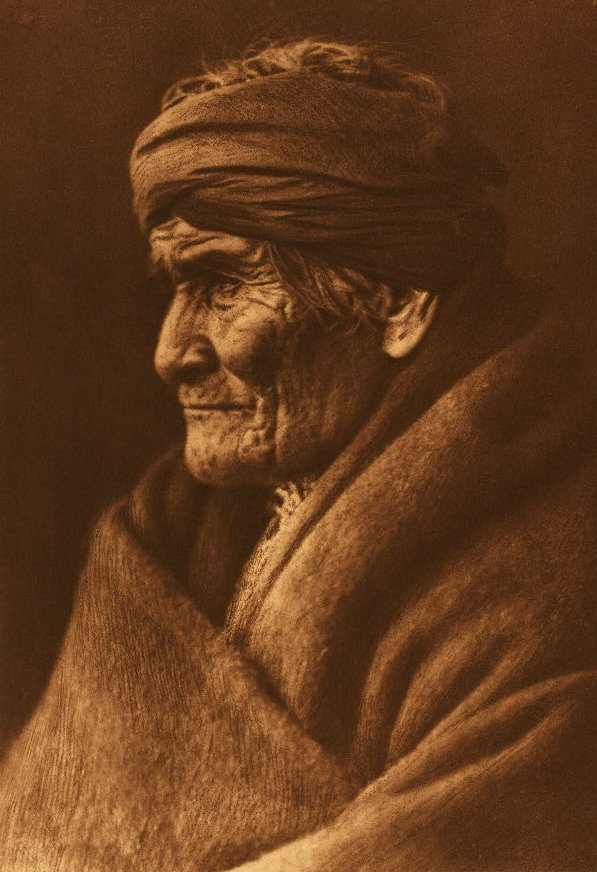
Geronimo – Apačové (1905)
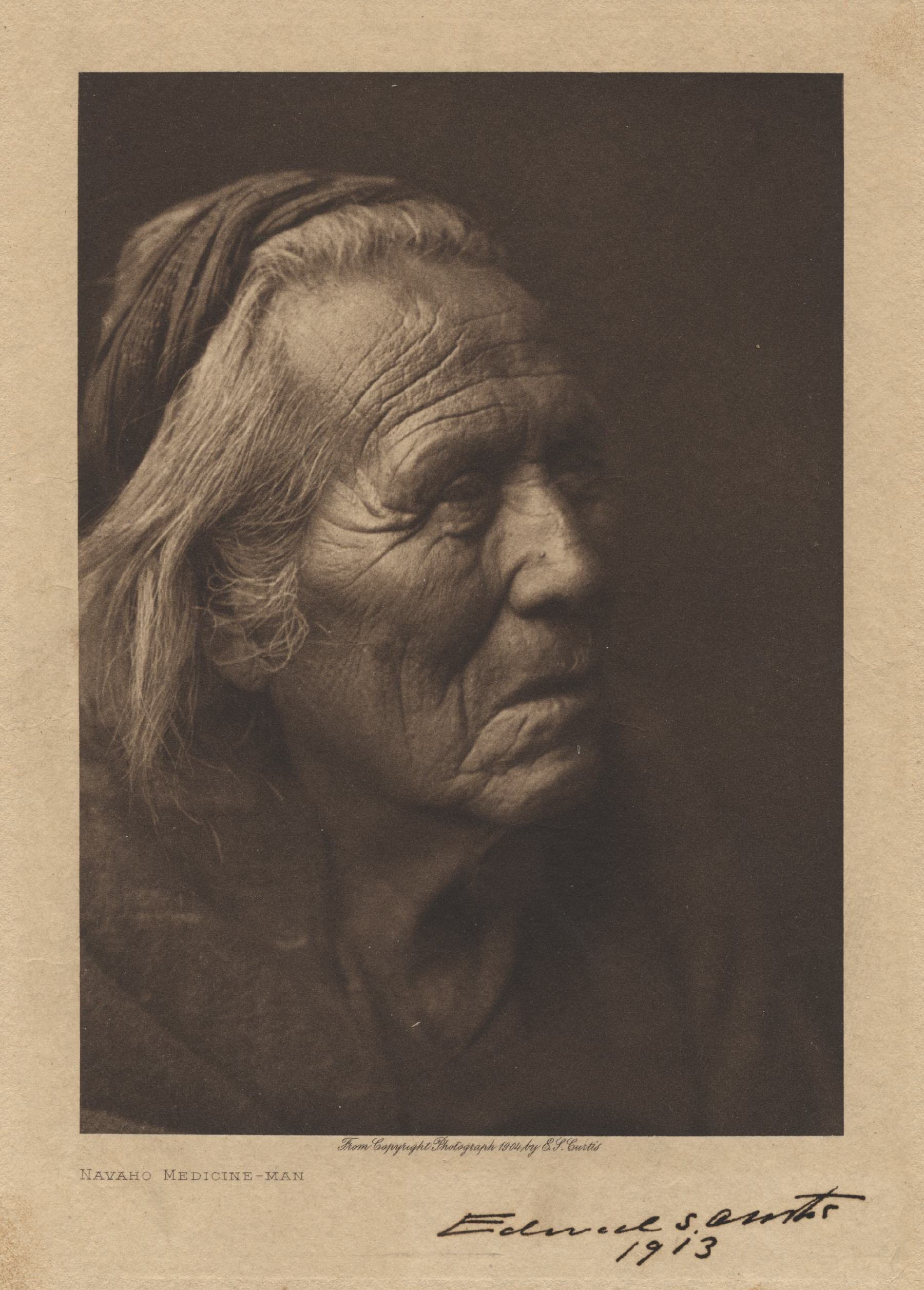
Šaman kmene Navajo, asi 1904, (podepsáno 1913)
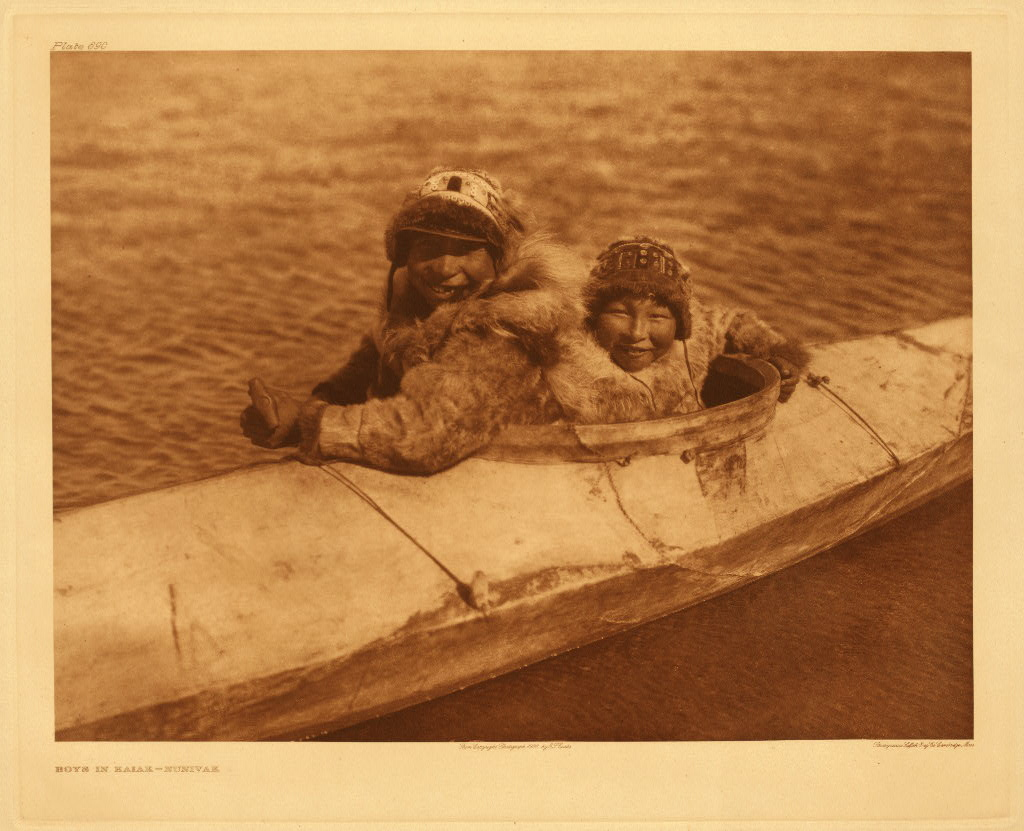
Chlapci v kajaku, Nunivak, 1930

## Dílo

### Knihy
- The North American Indian
  - Vol.1. The Apache. The Jicarillas. The Navaho. (1907)
  - Vol.2. The Pima. The Papago. The Qahatika. The Mohave. The Yuma. The Maricopa. The Walapai. The Havasupai. The Apache-Mohave, or Yavapai. (1908)
  - Vol.3. The Teton Sioux. The Yanktonai. The Assiniboin. (1908)
  - Vol.4. The Apsaroke, or Crows. The Hidatsa. (1909)
  - Vol.5. The Mandan. The Arikara. The Atsina. (1909)
  - Vol.6. The Piegan. The Cheyenne. The Arapaho. (1911)
  - Vol.7. The Yakima. The Klickitat. Salishan tribes of the interior. The Kutenai. (1911)
  - Vol.8. The Nez Perces. Wallawalla. Umatilla. Cayuse. The Chinookan tribes. (1911)
  - Vol.9. The Salishan tribes of the coast. The Chimakum and the Quilliute. The Willapa. (1913)
  - Vol.10. The Kwakiutl. (1915)
  - Vol.11. The Nootka. The Haida. (1916)
  - Vol.12. The Hopi. (1922)
  - Vol.13. The Hupa. The Yurok. The Karok. The Wiyot. Tolowa and Tututni. The Shasta. The Achomawi. The Klamath. (1924)
  - Vol.14. The Kato. The Wailaki. The Yuki. The Pomo. The Wintun. The Maidu. The Miwok. The Yokuts. (1924)
  - Vol.15. Southern California Shoshoneans. The Diegueños. Plateau Shoshoneans. The Washo. (1926)
  - Vol.16. The Tiwa. The Keres. (1926)
  - Vol.17. The Tewa. The Zuñi. (1926)
  - Vol.18. The Chipewyan. The Western Woods Cree. The Sarsi. (1928)
  - Vol.19. The Indians of Oklahoma. The Wichita. The Southern Cheyenne. The Oto. The Comanche. The Peyote Cult. (1930)
  - Vol.20. The Alaskan Eskimo. The Nunivak. The Eskimo of Hooper Bay. The Eskimo of King Island. The Eskimo of Little Diomede Island. The Eskimo of Cape Prince of Wales. The Kotzebue Eskimo. The Noatak. The Kobuk. The Selawik. (1930)

### Filmy
- In the Land of the Head-Hunters (1914)
- Seeing America (1916)